# 2018 en Libye
Chronologie de la Libye
- 2014
- 2015
- 2016
- 2017
- 2018
- 2019
- 2020
- 2021
- 2022

Cet article traite des événements qui se sont produits durant l'année 2018 en Libye ou qui concernent ce pays.

## Événements
- 7 mai : début de la bataille de Derna qui se déroule jusqu'au 13 février 2019 lors de la deuxième guerre civile libyenne. À l'issue des combats, la ville de Derna, auparavant contrôlée par le Conseil de la Choura des moudjahidines de Derna, est prise par l'Armée nationale libyenne (ANL).
- 29 mai : les protagonistes de la crise libyenne sont réunis à Paris, sous l'égide de l'ONU[1].
- 14 au 26 juin : Offensive du Croissant pétrolier, lors de la deuxième guerre civile libyenne et est lancée par des forces rassemblées autour d'Ibrahim Jadhran pour reprendre le contrôle des terminaux pétroliers à l'autoproclamée « Armée nationale libyenne » (ANL), dirigées par le maréchal Khalifa Haftar.

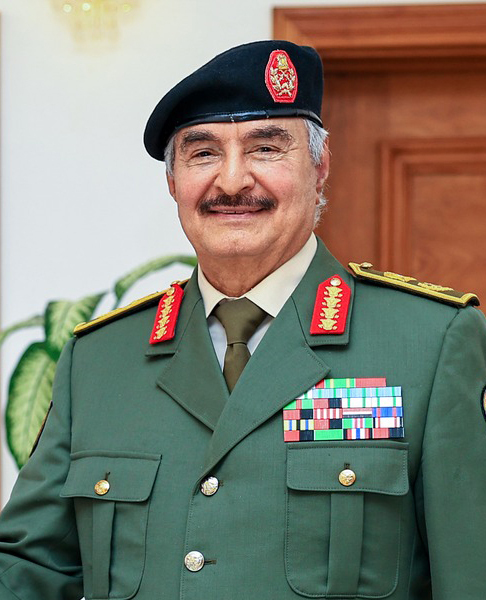
Khalifa Haftar en 2023.

- 5 septembre : du fait de cas de maltraitance, déclaration du Haut-Commissariat des Nations unies pour les réfugiés considérant que la Libye n'est pas un « lieu sûr » pour débarquer des migrants secourus en mer[1].
- 27 au 25 septembre : bataille de Tripoli, lors de la deuxième guerre civile libyenne. Elle oppose différentes milices et s'achève par la conclusion d'un cessez-le-feu.

## Sport
- La saison 2017-2018 du Championnat de Libye de football est la quarante-sixième édition du championnat de première division libyenne. Vingt-huit clubs prennent part au championnat organisé par la fédération. Les équipes sont réparties en quatre poules de sept où elles rencontrent leurs adversaires deux fois au cours de la saison. À l'issue des matchs aller, les quatre premiers de groupe s'affrontent pour déterminer les qualifiés pour la Ligue des champions et pour la Coupe de la confédération. À la fin des rencontres de poules, le dernier de chaque poule est relégué, les 6e s'affrontent en barrage de relégation tandis que le premier se qualifie pour la poule pour le titre.